# Johannes van 't Lindenhout
Johannes van 't Lindenhout (Herveld, 4 september 1836 - Neerbosch, 22 januari 1918) was bijbelverkoper, evangelist, oprichter en eerste directeur van de Weesinrichting Neerbosch. Hij was, samen met zijn Weesinrichting Neerbosch, in het laatste kwart van de negentiende eeuw een bekende naam in filantropisch Nederland.

## Biografie

### Jeugdjaren
Jan van 't Lindenhout werd op 4 september 1836 geboren in Herveld. Op latere leeftijd ging hij zichzelf Johannes noemen. Zijn ouders waren Jan Jacob van 't Lindenhout (1803-1894) en Derkje Gertzen (1805-1884). Johannes had een broer, Hendrik (1839-1854) en twee zussen, Catharina Arnoldina (1843-1925) en Anna Alberta (1846-1928). Het gezin was zeer gelovig en ging elke zondag naar de kerk in de plaatselijke Nederlandse-hervormde dorpskerk in Beuningen. Johannes ging op zijn zestiende naar een kostschool in Nijmegen. Zijn kritiek op het protestantse geloof nam in deze periode sterk toe. Hij kon door zijn scholing niet langer geloven in het bestaan van de wonderen die in de Bijbel stonden. Toen Jan achttien was overleed in de zomer van 1855 zijn jongere broer Hendrik en werd van Jan verwacht om zijn vader in het landbouwbedrijf op te volgen. Van 't Lindenhout gaf dit overlijden zelf aan als de belangrijkste verklaring voor zijn bekering. Hij begon stichtelijke literatuur te lezen, die hij kocht van een colporteur. Door het contact met deze colporteur ontstond bij Van 't Lindenhout de overtuiging om hetzelfde werk te gaan doen. Ondanks bezwaar van zijn vader trok hij twee jaar lang door Nederland om geestelijke literatuur te verkopen. Zijn gezondheid had zwaar te lijden onder deze reizen. Hij moest daardom uiteindelijk ook stoppen met zijn werk als colporteur. Na een ontmoeting met Abraham Capadose, een van de oprichters van het Nederlandse Evangelische-Protestantse Vereniging (N.E.P.V.), sloot de 21-jarige Van 't Lindenhout zich aan bij deze vereniging. Abraham Capadose was in 1822 samen met Isaac da Costa van het Jodendom overgegaan tot het protestantisme en uitgegroeid tot een van de leiders van het Réveil. Johannes ging als evangelist aan het werk voor de N.E.P.V. Vanaf 1859 hield hij Bijbellezingen in Nijmegen, Wely, Zetten en Valburg. Hier ontmoette hij ook predikant van Hemmen, ds. Ottho Gerhard Heldring. Heldring had enige jaren tevoren in Zetten en Hoenderloo opvanghuizen voor gevallen vrouwen en verwaarloosde kinderen geopend. Vanuit de geest van het Réveil was Heldring er van overtuigd dat naast evangelisatie ook sociale zorg nodig was. Hij werd een leermeester voor de jonge Van 't Lindenhout. In 1861 zegende hij het huwelijk van zijn leerling in met Hendrina Sipman, een achternicht van Van 't Lindenhout. Op 16 december van datzelfde jaar werd hun eerste dochter geboren: Dina of Derkje van 't Lindenhout (1861-1919). Het echtpaar krijgt uiteindelijk nog vier kinderen: Dirk van 't Lindenhout (1863-1936), Jacob van 't Lindenhout (1864-1947), Anette Marie van 't Lindenhout (1874-1939) en Johanna (1868-1882). De kleine Johanna was echter op veertienjarig leeftijd gestorven aan TBC.

### Start van het weeshuis
Johannes van ‘t Lindenhout en zijn vrouw besloten in maart 1863 om een weeshuis te stichten. De landbouwer Jan Theodorus Lijbers kocht in 1863 een gebouw om te verhuren aan het echtpaar. Dit gebouw was een voormalige herberg aan de Lange Brouwerstraat in Nijmegen. Met verdere giften van vrienden en kennissen maakte het echtpaar dit gebouw in de zomer van 1863 klaar voor de komst van de eerste wezen. Deze opvang was gratis: 'Wij wenschen (...) met hen uit de handen des Heeren te leven'. Van ‘t Lindenhout wilde arme en verwaarloosde wezen een goede, protestant-christelijke opvoeding geven. Daarbij hoorde een gedegen opleiding die hen zou helpen een goed, bij hun stand passend, leven te leiden.

### Verhuizing naar Neerbosch
In 1865 was het aantal wezen opgelopen tot zeventig. Er bestond behoefte aan meer ruimte, dus ging Van ‘t Lindenhout op zoek naar een andere plek voor de weesopvang. Twee vrienden kochten in maart 1866 een boerderij met grond in Neerbosch en gaven een deel van de grond aan Johannes. Ondanks dat er nauwelijks geld was, besloot Van ‘t Lindenhout deze gift aan te nemen en een nieuw huis te laten bouwen. Het allereerste vertrek was het meisjeshuis, dat feestelijk werd geopend op 9 mei 1867. Deze verhuizing betekende wel dat van ‘t Lindenhout oplossingen moest vinden voor een aantal nieuwe problemen. Zo lag het gebied op ruim een uur lopen van Nijmegen. De toevoer van goederen en het bieden van onderwijs en werkplekken aan de kinderen werden hierdoor problematisch. De kortetermijnoplossing was dat alle oude jongens die ambachtsonderwijs nodig hadden op de oude locatie aan de Lange Brouwerstraat zouden blijven. De rest van de jongens en de meisjes zouden naar Neerbosch verhuizen. Op de lange termijn zorgde dit tot het ontstaan van een in hoge mate zelfvoorzienend wezendorp, geheel gebouwd door de wezen onder leiding van hun leermeesters. Het hele dorp, dat op het hoogtepunt tientallen hectares groot was en een kleine vijftig gebouwen telde, bezat onder andere een wasserij, bakkerij, tuinderij, boerderij, drukkerij en timmerwinkel. In 1892, op het hoogtepunt van de Weesinrichting Neerbosch, waren er bijna 1000 kinderen opgenomen. Met zijn omvang was Neerbosch uitgegroeid tot een van de grootste residentiële instellingen voor wezenopvang in Nederland. Deze omvang was vooral uitzonderlijk omdat alles gefinancierd werd met giften uit binnen- en buitenland. Neerbosch ontving in de tweede helft van de negentiende eeuw verreweg de meeste giften van alle particulieren instellingen in Nederland. Een ander opmerkelijke aspect was dat er zowel jongens als meisjes werden opgevangen.
De weesinrichting kende een hiërarchische organisatiestructuur waarin het echtpaar Van 't Lindenhout aan de top stond. Met de verhuizing naar Neerbosch trad Marie Sipman, de zus van mevrouw Van't Lindenhout in dienst. De zussen waren, totdat een hartkwaal Marie Sipman grotendeels uitschakelde, samen verantwoordelijk voor de opvoeding van de weesmeisjes. Vanaf de jaren 80 kreeg Neerbosch steeds meer de trekken van een familieonderneming. Zo werkte dochter Dina, tot haar huwelijk in 1884, op de Weesinrichting. Dit gold ook voor haar boers Derk (vanaf 1881) en Jacob (vanaf 1882). Vader en beide zonen vormden vanaf 1885 het dagelijks bestuur van de weesinrichting. Jacob werd als opzichter verantwoordelijk voor de boerderij, tuinderij en klompenmakerij en Derk kreeg het toezicht op de drukkerij en binderij. Ook de echtgenotes van Derk en Jacob kregen taken binnen de Weesinrichting Neerbosch. Adriana Catharina Margaretha Koper (1867-1936) huwde in 1888 met Jacob en kwam datzelfde jaar naar Neerbosch. Na het overlijden van mevrouw Van 't Lindenhout in 1900 werd zij directrice van de Weesinrichting. Adriana's jongere zus Catharina Margaretha Koper (1868-1956), kwam na haar huwelijk met Derk in 1890, ook naar Neerbosch. De invloed van de schoonfamilie werd verder versterkt toen de vader, Hendrik Jan Koper (1834-1906) van de beide zussen in 1890 bestuurslid werd van de weesinrichting. In 1903 nam de 67-jarige weesvader na veertig jaar afscheid. Hij overleed in 1918 en werd begraven op de begraafplaats van de Weesinrichting Neerbosch.

### De Neerbossche kwestie
In juni 1893 verschijnt de brochure 'De Weesvader Van ’t Lindenhout ontmaskerd. Onthullingen over de Weesinrichting te Neerbosch' over kwalijke praktijken in de inrichting – verwaarlozing, ondervoeding, mishandeling etc. Van ’t Lindenhout en zijn bestuur willen aanvankelijk de beschuldigingen negeren, maar de kwestie speelt zo hoog op in de media en politiek dat een reactie niet kan uitblijven. Uiteindelijk stelt het bestuur – om een dreigend staatsonderzoek te voorkomen – een onderzoekscommissie in. Deze onderzoekscommissie presenteert in februari 1894 een rapport: 'Verslag van de Commissie van Onderzoek in zake de Weesinrichting Neerbosch'. Van ‘t Lindenhout wordt van de meeste beschuldigingen vrijgepleit. De onstuimige groei van de Weesinrichting was de voornaamste oorzaak dat de organisatie hier en daar niet goed functioneerde. Het rapport leidde tot enkele noodzakelijke pedagogische en hygiënische verbeteringen. Vooral van belang was het verminderen van het aantal kinderen tot circa 500 à 600. De commissie oordeelde wel negatief over de financiële boekhouding van Neerbosch. De financiën waren volkomen ondoorzichtig en de commissie meende dat daar snel verandering in moest komen. Daarmee was de kwestie gesloten. De Neerbossche Kwestie en het publieke debat daarover raakt uiteindelijk niet alleen Neerbosch, maar ook de vele andere instellingen van particuliere christelijke filantropie uit de 19e eeuw.

## Publicaties
- God is een Vader der weezen. Kort overzigt van de werkzaamheid voor arme weezen te Nijmegen. Uitgegeven ter voordeele van het nieuw te bouwen Weeshuis, 's-Gravenhage 1866
- Zes weken tusschen de wielen: of de Hollanders in Amerika, Nijmegen 1886
- Na vijf-en-twintig jaren. Levensherinneringen, Nijmegen z.j.
- Uit de weezenkapel, Nijmegen 1888
- Beredeneerd overzicht van de opleiding van het kind te Neerbosch van zijn opneming tot zijn intrede in de maatschappij, Neerbosch 1903
- Lichtstralen aan mijn levensavond, Neerbosch 1915